# Rodina Himalia

Tento diagram znázorňuje prvky oběžných drah a relativní velikosti členů Rodiny Himalia, vodorovná osa ilustruje jejich vzdálenost od Jupiteru, vertikální jejich orbitální inklinace a cykly jejich relativních velikostí.

Teto diagram znázorňuje všechny měsíce Jupiteru, které nemají pravidelný tvar. Rodina Himalia se nachází v horní části diagramu. Vodorovná osa znázorňuje vzdálenost od Jupiteru, vertikální inklinace. Excentricita je označena žlutými čárami které ukazují maximální a minimální vzdálenost jednotlivých objektů od Jupiteru. Kruhy znázorňují velikost objektů v porovnání s ostatními.

Rodina Himalia je skupina měsíců Jupiteru, která putuje po stejné oběžné dráze jako hlavní satelit rodiny Himalia, s nímž sdílí i jméno.
Hlavní členové této rodiny jsou (vzhledem k rostoucí vzdálenost od Jupiteru):
- Leda
- Himalia (největší měsíc, podle kterého je pojmenována celá rodina)
- Lysithea
- Elara

Počáteční oběžná dráha byla prozatímně vypočtena dle nedávno objeveného satelitu S/2000 J 11, který rovněž patří do této rodiny (podle stejné inklinace), jeho oběžná dráha a další parametry však dosud nebyly přesně zmapovány.
IAU (International Astronomical Union) si pro tuto rodinu satelitů zvláštní zarezervovala názvy končící písmenem "a".

## Charakteristika a původ
Objekty, které se nacházejí v této rodině mají velké poloosy svých oběžných drah ve vzdálenosti 11,15 až 11,75 Gm, inklinace se pohybuje mezi 26,6° a 28,3° a excentricita 0,11 až 0,25. Z fyzikálního hlediska je tato skupina družic velmi homogenní, což znamená, že se jeví v neutrálních barvách (barevný index B-V = 0,66 až V-R = 0,36), podobně jako asteroidy typu C. S tímto omezeným rozptylem oběžných parametrů a spektrální homogenitou, bylo zjištěno, že jsou tyto satelity pozůstatkem rozpadu asteroidu pocházejícího z hlavního pásu asteroidů. Poloměr původního asteroidu pravděpodobně činil 89 km, tedy jen o málo větší než dnešní Himalia, které zůstalo přibližně 87% původní hmoty.
Při virtuálním znovusložení těchto družic se ukazuje velký počet srážek během existence sluneční soustavy. Simulace prokázaly vysokou pravděpodobnost střetů mezi bližšími a vzdálenějšími satelity (např. Pasiphae a Himalia mají 27% šanci kolize za 4,5 miliard let).